# ياكوبو مانكوني
ياكوبو مانكوني (بالإيطالية: Jacopo Manconi)‏ (24 أبريل 1994 بميلانو في إيطاليا - ) هو لاعب كرة قدم إيطالي في مركز الهجوم. شارك مع منتخب إيطاليا تحت 20 سنة لكرة القدم. أما مع النوادي، فقد لعب مع نادي ليتشي ونادي نوفارا واتحاد بافيا لكرة القدم.

## وصلات خارجية
- ياكوبو مانكوني على موقع قاعدة بيانات كرة القدم.إي يو (الإنجليزية)
- ياكوبو مانكوني على موقع Soccerway.com (الإنجليزية)